# Zhou Bangyan
Pour les articles homonymes, voir Zhou.
Dans ce nom, le nom de famille, Zhou, précède le nom personnel Bangyan.
Zhou Bangyan (chinois : 周邦彥 ; chinois traditionnel : 周邦彥 ; pinyin : Zhōu Bāngyàn ; Wade : Chou Pang-yen), nom de courtoisie Meicheng (美成), pseudonyme Qingzhen Jushi (清真居士) (1056-1121) est un fonctionnaire, un lettré, un poète et un musicien chinois de la Dynastie Song du Nord originaire de Qiantang (actuelle Hangzhou). Il est un des représentants de l'école wanyue (婉約) de la poésie ci des Song. Il crée de nombreuses mélodies et formes de paroles de chansons. Comme superviseur du Bureau impérial de la musique, il contribue à perfectionner davantage la forme et la structure du ci. Il est surnommé « le plus grand des poètes de ci ». Il est considéré par certains comme l'un des « Quatre grands poètes de ci , aux côtés de Liu Yong, Xin Qiji et Jiang Kui ».

## Biographie

### Les premières années
Zhou Bangyan naît en 1056 à Qiantang (actuelle Hangzhou) sous le règne de l'empereur Renzong de la dynastie Song. Selon l'Histoire des Song, il a un caractère insouciant et peu respectueux des règles, mais il aime étudier ce qui lui a permet d'approfondir ses connaissances dans de plusieurs domaines.
En 1076, Zhou Bangyan voyage pendant deux ans avant de retourner à Hangzhou à l'été 1078. Au mois d'août de l'année suivante, l'empereur Shenzong émet un décret pour augmenter le nombre d'étudiants impériaux. Zhou, alors âgé de vingt-trois ans, se rend à la capitale Bianliang et devient étudiant à l'Académie impériale,.
À cette époque, la capitale est une ville prospère où le luxe atteint son apogée, et où les lettrés se livrent aux plaisirs de la musique, du chant et de la danse. Zhou Bangyan, influencé par ces coutumes, fréquente les lieux de plaisirs et vit des aventures galantes. Ses poèmes lyriques tels que Amusement de jeunesse (少年遊) (Shaonian You) et le Phénix vient à la cour (凤来朝) (Feng Laichao) sont composés pendant cette période.

Wang Anshi (1021-1086).

 En 1083, il publie sa célèbre Rhapsodie sur la capitale Bian (汴都賦) (Biandu fu),, un poème louangeur sur les réformes du premier ministre Wang Anshi. Ce poème plaît à l'empereur qui nomme Zhou Bangyan directeur du Conservatoire des musiques (太學正/太学正 taixuezheng). Après la diffusion de ce texte, Zhou Bangyan devient célèbre dans tout l'empire. En mars 1084, il est élevé au poste de tuteur d'essai à l'Académie impériale. Il travaille à ce poste sans avoir d’autre promotion promotion pendant cinq ans et il se consacre davantage à la création littéraire, composant de nombreux poèmes lyriques nostalgiques de sa patrie.

### Carrière officielle tumultueuse
En 1087, après que l'ancien parti ait repris le pouvoir, Zhou Bangyan est expulsé de la capitale Kaifeng et envoyé comme professeur au nord à la préfecture Luzhou (actuelle Hefei, Anhui). Au cours des dix années qui suivent, il travaille dans les provinces occupant, dans différents districts et préfectures, des postes mineurs, dont celui de magistrat du comté de Lishui en 1093. Bien qu'il gère des affaires gouvernementales, cela ne l'empêche pas de se divertir et de composer en grand nombre des poèmes et des chansons dont les paroles sont chantées par les habitants locaux.
En 1096, son mandat à Lishui ayant expiré, il se rend de nouveau à Jingzhou. L'année suivante, il est rappelé par l'empereur Zhezong (r. 1085-1100) dans la capitale pour devenir greffier de l'Académie nationale (國子主簿). En juin 1098, l'empereur nomme Zhou correcteur/réviseur (正字) (Zhengzi) au Secrétariat impérial (秘书省正字).

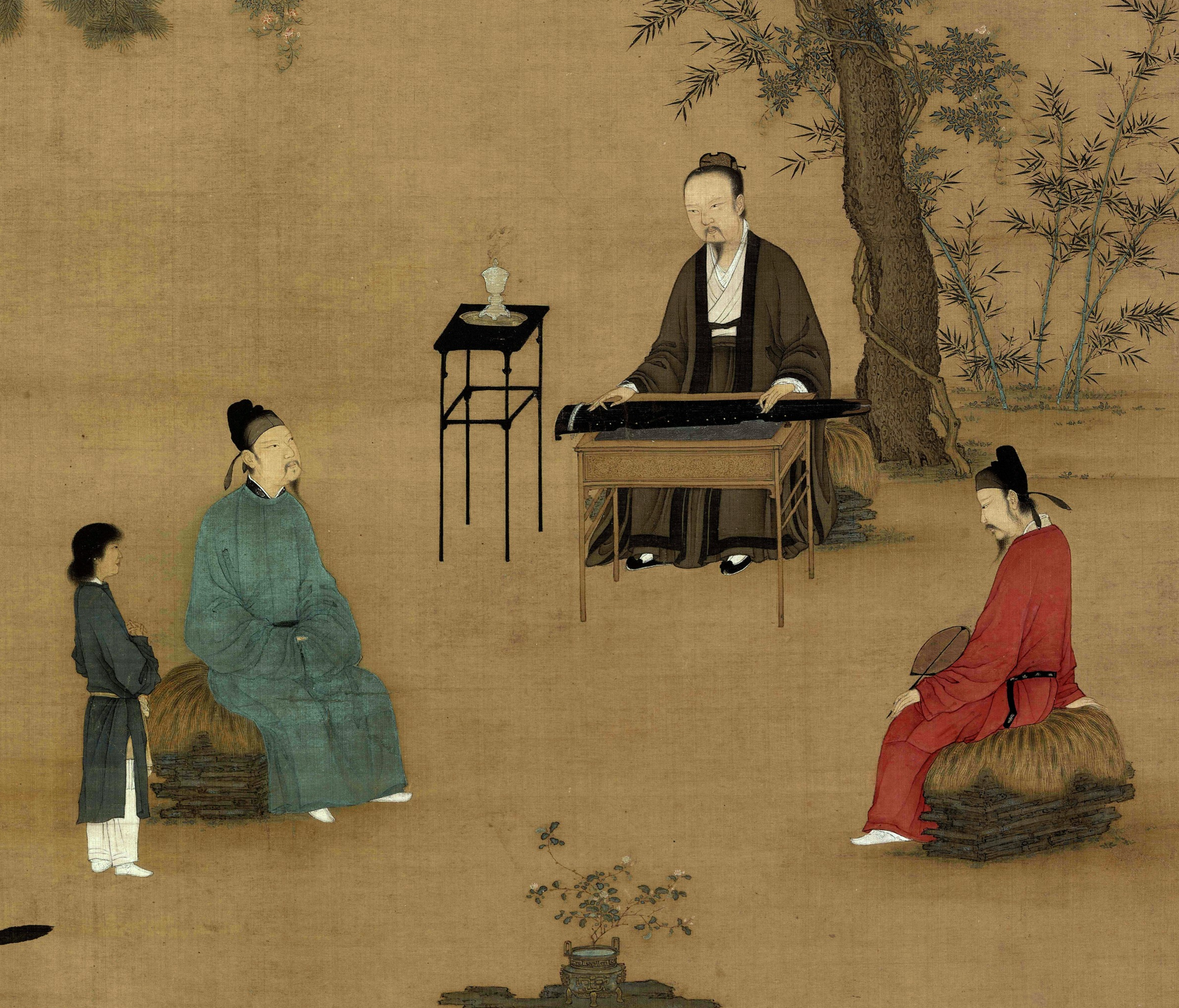
Jouer un instrument de musique comme le « qin » est un des loisirs appréciés des fonctionnaires érudits. Ici, l’instrument est joué par l'empereur Song Huizong, XI

 En 1100, Huizong monte sur le trône après la mort de son prédécesseur. Zhou Bangyan demande un congé et retourne dans le sud, mais dès 1102, il regagne la capitale et occupe différents postes : correcteur d'écrits, assistant du ministre des examens, vice-ministre de la Garde impériale et de vice-ministre du Clan impérial en 1105. Il gravit les échelons dans le gouvernement central et il jouit d'une vie confortable, choyé par ses supérieurs et adulé par ses subordonnés. Toujours en 1105, l'empereur lui confie la direction du Bureau impérial de la musique (Da sheng fu). Cet organisme a pour mission de retrouver des airs anciens oubliés, d'en faire le recensement et « de créer des mélodies nouvelles. ».
Il est également nommé en 1107 réviseur au Bureau des rites, et en 1110, le livre des Rites (礼书) (lǐ shū) est terminé. À cause de son implication dans la rédaction de ce livre, l'empereur récompense Zhou Bangyan et en 1112, avec les titres de grand Maître de Droiture et directeur du Pavillon Longtu, Zhou devient préfet de Mingzhou (明州) et de Longde-fu (aujourd'hui Changzhi) (长治). Il est aussi chargé d'y superviser les affaires académiques,.
Il est rappelé de ses fonctions provinciales pour se rendre à la capitale Kaifeng en 1016. Concrètement, à partir de 1016, Zhou Bangyan accède à une notoriété véritable à la cour et il obtient des postes importants comme celui de directeur de la Bibliothèque impériale — le poste le plus élevé qu'il ait eu — et assistant des édits (待制). Il occupe ces fonctions pendant plusieurs années. Puis, grâce à la grande maîtrise qu’il a en musique et en composition de paroles de chanson, il est nommé directeur du Bureau impérial de la musique (大晟府).

### Exils et mort
À la fin des années 1110, la réputation de Zhou Bangyan comme le plus éminent auteur de paroles de chansons de son époque est bien établie, mais en raison de son refus de coopérer avec la faction du premier ministre Cai Jing, Zhou est de nouveau expulsé de la capitale en 1118, à la suite de quoi il est transféré deux autres fois. Il meurt à Nanjing (l'actuelle Shangqiu) en 1121, à l'âge de soixante-six ans.
Il reçoit à titre posthume le titre honorifique de Xuan Feng Da Fu,.
Zhou Bangyan connaît sa période la plus productive sous le règne de Huizong. Il a été longtemps vénéré par les générations suivantes comme « le plus grand des poètes de ci ». Sa poésie a servi de modèle pour les poètes de ci des époques ultérieures, avec de nombreux imitateurs parmi les lettrés de la dynastie Song du Sud.»

## Poésie etci
Zhou Bangyan est un auteur de paroles et un compositeur renommé travaillant en étroite association avec le Bureau impérial de la Musique (大晟府 Dasheng) qui préside à la musique de cour. Il est un musicien accompli et il a mis en musique bon nombre de ses propres poèmes.

### Ci
Zhou Bangyan est sans aucun doute le plus important auteur de ci de la fin des Song septentrionaux,.  Il maîtrise la théorie musicale et compose de nombreux nouveaux types de vers. Sa poésie est rigoureuse dans sa structure, avec un langage raffiné. Il excelle particulièrement dans les longues strophes (manci, 漫词). Il crée un style de métrique rigoureux et soigné dans la formulation des phrases, portant ainsi le ci à son apogée artistique. En plus, il utilise « une langue savante au service de thèmes galants ou de descriptions de paysages »,. Son style poétique complexe et élégant est reconnu pour sa forme polie et élaborée et il est loué comme étant "simple et honnête, et élégant" (渾厚和雅) et son inspiration est près de celle des Cinq Dynasties (五代十国) (907-960).
Son style a eu une grande influence sur plusieurs poètes lyriques de la dynastie des Song du Sud comme Shi Daizu, Jiang Kui et Wu Wenying (en).

### Thèmes
Les poèmes lyriques de Zhou Bangyan ne dépassent guère les thèmes traditionnels tels l'amour romantique, la nostalgie, l'exil et les voyages, mais il a aussi écrit des poèmes sur les paysages et sur les objets. Ayant des connaissances musicales développées, c'est un spécialiste des poèmes galants.
Ayant été entraîné dans la tourmente des luttes entre les anciens et les nouveaux partis politiques, le sentiment de dérive et de vicissitudes de ses voyages et de ses séjours en exil est un thème important de ses poèmes lyriques, comme dans ’’Composé en été sur le mont Sans Pensée à Lishui’’ (夏日溧水无想山作) sur l’air de:  Un jardin plein de parfums (满庭芳). Voir plus bas.
Sur le plan rhétorique, Zhou Bangyan fait des allusions littéraires fréquentes dans ses ci. Il peut intégrer des vers des poètes antérieurs ou alors il peut parfois incorporer des poèmes complets d'auteurs précédents dans ses propres textes.

### Musique
À cette époque, les poètes utilisaient des airs déjà composés pour leur ci, comme "L'immortel au bord du fleuve" (临江仙) (Línjiāngxiān) ou "Le ciel de la perdrix"(鹧鸪天)  (Zhègūtiān). En matière de musicalité, les ci de Zhou adhèrent strictement aux règles prosodiques. Cependant, il innove dans ce sens qu’il compose parfois de nouvelles mélodies et ses compositions sont caractérisées par une structure rigoureuse, une harmonie musicale et une attention particulière à l'accord entre les sons et les rythmes. Dans son recueil intitulé Qingzhen ji (清真集) où ses ci sont regroupés, il y est répertorié cinquante-cinq nouveaux airs (ci-pai). Parmi les airs qu’il a composés, il y a, entre autres, Les Six Vilains (六丑) (liu chou), L'Appel de Hua Xu (华胥引) (Huaxu Yin) ou Les lotus proches du rivage (隔浦莲近拍) (Ge Pu Lian Jin Pai).

## Principales œuvres

### Recueils de poésie
- Recueil des fragments de jade (Pianyu Ji) (片玉集) ; 10 volumes, annotés par Chen Yuanlong de la dynastie Song, publié sous le titre ’’L'Anthologie Pianyuji, édition Song’’ (宋刊片玉集) (Song Kan Pianyu Ji), dont d'anciennes et excellentes éditions sont parvenues jusqu'à aujourd’hui[13].

- Recueil de Qingzhen (清真集) (Qingzhen Ji) : en 2 volumes plus un volume de poèmes supplémentaires avec des éditions de la dynastie Yuan, de la Jigu Ge, du Siku Quanshu, de l'édition de Wang Pengyun du Siyin Zhai, et du Xiling Ci Cui

- Recueil de poèmes chantés de Qingzhen (清真词 集)(Qing zhen Ci Ji) ; recueil de cent quatre-vingt-dix poèmes[10].

### Recueil d'écrits
- Recueil des écrits de Monsieur Qingzhen (清真先生文集) ; 24 volumes, compilés par Lou Yue de la dynastie des Song du Sud. Cependant, le Recueil des écrits de Monsieur Qingzhen enregistré dans Histoire des Song, Section des Arts et des Lettres (宋史•艺文志) (Shiji Yiwen Zhi) et compilé par les érudits Yuan ne comprend que 11 volumes[13]

### Poèmes célèbres
- Saule (柳) (Liǔ) ; air : Le Roi de Lanling (兰陵王) (Lánlíng Wáng, Liǔ) : ce poème en trois strophes avec trois variations de thème possède une structure extrêmement complexe en matière de tonalité, de rimes et de règles métriques
- L'épée aussi fluide que l'eau (並刀如水)(bìng dāo rú shuǐ) ; air: Voyage de jeunesse (少年游)
- Souvenirs de Jinling (金陵怀古) (Jīnlíng Huái Gǔ);  air: Le Fleuve à l’Ouest (西河)
- Après la chute des roses (六丑•薔薇謝後作) (air : Les Six Vilains)
- Brûler de l'encens (燎沉香) (Liǎo Chénxiāng) ; air: Voile de Su (蘇幕遮) (Sū Mù Zhē)
- Nuage du Matin qui se Disperse (朝云漠漠散轻丝) (zhāo yún mò mò sàn qīng sī) ; air: Voyage de jeunesse (少年游)
- Composé en été sur le mont Sans Pensée à Lishui (夏日溧水无想山作), sur l’air de:  Un jardin plein de parfums (满庭芳). Voir plus bas.

#### Poème:Composé en été sur le mont Sans Pensée à Lishui(夏日溧水无想山作), sur l’air de La cour emplie de parfum (滿庭芳)
| Chinois traditionnel 风老莺雏， 雨肥梅子， 午阴嘉树清圆。 地卑山近， 衣润费炉烟。 | Traduction personnelle Les jeunes orioles vieillissent au vent, Sous la pluie les prunes ont grossi, À midi, l’ombre des arbres claire et ronde, La terre est basse, les montagnes proches, Mes vêtements humides, la fumée du brasero inutile. |
| 人静乌鸢自乐， 小桥外、新绿溅溅。 凭阑久， 黄芦苦竹， 拟泛九江船。                | Les gens sont calmes, les éperviers se réjouissent Dehors, au-delà du petit pont, une nouvelle verdure éclabousse. Appuyé à la balustrade, je vois, Les roseaux jaunes et les bambous amers, J’imagine voguer sur un bateau des Neuf Fleuves.   |
| 年年。 如社燕， 飘流瀚海， 来寄修椽。 且莫思身外， 长近尊前。                     | Année après année. Je suis telle l’hirondelle, Flottant à travers la vaste mer, Venue se poser sous les longs chevrons. Oublions ce qui est hors de nous, Restons longtemps près de la coupe de vin.                                            |
| 憔悴江南倦客， 不堪听、急管繁弦。 歌筵畔， 先安簟枕， 容我醉时眠。                | Fatigué le voyageur du Sud du Fleuve, Qui ne supporte plus d’entendre flûtes rapides et cordes vibrantes. Au bord du banquet chantant, Préparez les nattes et les oreillers, Pour me permettre en pleine ivresse dormir.                        |